# Nacionalni park Olimpik
Nacionalni park Olimpik je jedan od 58 nacionalnih parkova Sjedinjenih Američkih Država, smešten na poluostrvu Olimpik, na zapadu američke savezne države Vašington. Park je opštepoznat po raznolikosti ekosistema. Tako se u njegovom središtu nalazi istoimeno gorje Olimpik s ledenjačkim vrhovima i alpskim livadama, okruženo prostranom starom šumom s najboljim primercima nedirnute kišne šume umerenog pojasa pacifičkog severozapada, i na kraju 100 km divlje morske obale koja je najduža nedirnuta obala u SAD-u.
S planina teče 11 većih reka, koje su najbolji dom za migracijske vrste riba u državi. U ovom području takođe obitavaju mnoge autohtone i endemske vrste biljaka i životinja, uključujući ugrožene vrste kao što su severna pegava sova (Strix occidentalis caurina), morska ptica Brachyramphus marmoratus i pastmka Salvelinus confluentus. Zbog toga je Nacionalni park Olimpik upisan na Uneskov spisak mesta svetske baštine u Americi 1981. godine.

## Istorija
Poluostrvo Olimpik su vekovima koristila razna plemena američkih Indijanaca kao lovno i ribolovno područje, ali i planinske pašnjake za napasanje stoke. Oni su uglavnom iskorenjeni evropskim bolestima i drugim pošastima pre dolaska zapadnjačkih kartografa, etnografa i preduzetnika u ovo područje.
Područje planine Mount Olimpus je predsednik Sjedinjenih Američkih Država Teodor Ruzvelt 1909. godine proglasio za nacionalni spomenik prirode. Nakon dozvole američkog kongresa, predsednik Frenklin Ruzvelt mu je odobrio status nacionalnog parka 29. juna 1938. godine. God. 1976. NP Olimpik je postao i rezervat prirode, nakon čega je postao i UNESCO-va svetska baština 1981. god. Ukupno 95% parka, tj. Oko 3.500 km², je proglašeno divljim područjem.

## Odlike
Park je opšte poznat po raznolikosti ekosistema. Tako se u njegovom središtu nalazi istoimeni planinski masiv Olimpik sa ledničkim vrhovima i alpskim livadama, okruženo prostranom starom šumom sa najboljim primercima nedirnute kišne šume umerenog pojasa pacifičkog severozapada, i na kopnu 100 km divlje morske obale koja je najduža nedirnuta obala u SAD-u.
S planina teče 11 većih reka, koje su najbolji dom za migracione vrste riba u državi. U ovom području se takođe nalaze mnoge autohtone i endemske vrste biljaka i životinja, uključujući ugrožene vrste kao što su kukuvija, morska ptica Brachiramphus marmoratus i pastrmka Salvelinus confluentus. Zbog toga je Nacionalni park Olimpic upisan na UNESCO-v spisak mesta Svetske baštine u Americi 1981. godine.
NP Olimpik je najniže područje na svetu u kome nastaju glečeri. U planinskom masivu Olimpik se nalazi oko 60 aktivnih glečera između 1000 i 2000 m nadmorske visine.
Raznolika topografija (od morske obale do glečera), izolacija i velike razlike u padavinama su stvorile kompleksne i raznolike ekosisteme. Park se deli u dva dela, planinska jezgra i priobalni pojas.
U njemu se takođe nalaze i jako zanimljive geološke formacije, nastale sudarom 2 tektonske ploče koji su potisnuli peščar i bazalt u oblik čepa prečnika 95 km. Njegove duboke doline i klanci su nastali zahvaljujući obilnim padavinama na zapadu formacije i oskudnim na istočnoj strani, dok su nabrani vrhovi i prelepe kotline nastale kretanjem glečera od vrhova ka obali. Tako su i stenovita ostrvca nadomak njegove obale ostaci trajnog procesa opadanja i promene morske obale.
Najveća pretnja parku je jedna od njegovih znamenitosti, planinska ovca. Naime, ove životinje nisu autohtone na ovom području, a dovedene su od 1925—29. kao lovna divljač, a danas čine ozbiljne štete njegovom ekosistemu. One su obrstile zeleni pokrivač u parku, čime su ubrzale eroziju i prouzrokovale gubitak raznolikosti biljaka od kojih sada opstaju samo otpornije vrste. Zabeleženo je kako se planinske ovce hrane sa najmanje tri endemske vrste biljaka u parku, što može na kraju dovesti do njihova izumiranja.

## Klima
Prema Kepenovom sistemu klasifikacije klime, Olimpijski nacionalni park obuhvata dve klasifikacije: umerenu okeansku klimu (Cfb) u zapadnoj polovini, i toplo letnju mediteransku klimu (Csb) u istočnoj polovini. Prema Ministarstvu poljoprivrede Sjedinjenih Država, zona otpornosti biljaka u Centaru za posetioce prašume Hoh je 8a sa prosečnom godišnjom ekstremnom minimalnom temperaturom od 14,5 °F (−9,7 °C).
| Klima Elvha Rejndžer stanice, Vašington, 1991–2020 normale, ekstremi 1942–2017 | Klima Elvha Rejndžer stanice, Vašington, 1991–2020 normale, ekstremi 1942–2017 | Klima Elvha Rejndžer stanice, Vašington, 1991–2020 normale, ekstremi 1942–2017 | Klima Elvha Rejndžer stanice, Vašington, 1991–2020 normale, ekstremi 1942–2017 | Klima Elvha Rejndžer stanice, Vašington, 1991–2020 normale, ekstremi 1942–2017 | Klima Elvha Rejndžer stanice, Vašington, 1991–2020 normale, ekstremi 1942–2017 | Klima Elvha Rejndžer stanice, Vašington, 1991–2020 normale, ekstremi 1942–2017 | Klima Elvha Rejndžer stanice, Vašington, 1991–2020 normale, ekstremi 1942–2017 | Klima Elvha Rejndžer stanice, Vašington, 1991–2020 normale, ekstremi 1942–2017 | Klima Elvha Rejndžer stanice, Vašington, 1991–2020 normale, ekstremi 1942–2017 | Klima Elvha Rejndžer stanice, Vašington, 1991–2020 normale, ekstremi 1942–2017 | Klima Elvha Rejndžer stanice, Vašington, 1991–2020 normale, ekstremi 1942–2017 | Klima Elvha Rejndžer stanice, Vašington, 1991–2020 normale, ekstremi 1942–2017 | Klima Elvha Rejndžer stanice, Vašington, 1991–2020 normale, ekstremi 1942–2017 |
| Pokazatelj \ Mesec                                                             | .Jan.                                                                          | .Feb.                                                                          | .Mar.                                                                          | .Apr.                                                                          | .Maj.                                                                          | .Jun.                                                                          | .Jul.                                                                          | .Avg.                                                                          | .Sep.                                                                          | .Okt.                                                                          | .Nov.                                                                          | .Dec.                                                                          | .God.                                                                          |
| ------------------------------------------------------------------------------ | ------------------------------------------------------------------------------ | ------------------------------------------------------------------------------ | ------------------------------------------------------------------------------ | ------------------------------------------------------------------------------ | ------------------------------------------------------------------------------ | ------------------------------------------------------------------------------ | ------------------------------------------------------------------------------ | ------------------------------------------------------------------------------ | ------------------------------------------------------------------------------ | ------------------------------------------------------------------------------ | ------------------------------------------------------------------------------ | ------------------------------------------------------------------------------ | ------------------------------------------------------------------------------ |
| Apsolutni maksimum, °C (°F)                                                    | 18 (64)                                                                        | 19 (67)                                                                        | 21 (70)                                                                        | 27 (80)                                                                        | 31 (87)                                                                        | 34 (93)                                                                        | 36 (96)                                                                        | 36 (97)                                                                        | 33 (91)                                                                        | 24 (76)                                                                        | 21 (70)                                                                        | 18 (65)                                                                        | 36 (97)                                                                        |
| Srednji maksimum, °C (°F)                                                      | 10,6 (51,1)                                                                    | 11,1 (51,9)                                                                    | 15,6 (60,1)                                                                    | 21,4 (70,6)                                                                    | 25,4 (77,8)                                                                    | 28,1 (82,6)                                                                    | 30,9 (87,6)                                                                    | 30,6 (87,0)                                                                    | 26,4 (79,5)                                                                    | 19,5 (67,1)                                                                    | 13 (55,4)                                                                      | 9,9 (49,8)                                                                     | 32,6 (90,7)                                                                    |
| Maksimum, °C (°F)                                                              | 5,1 (41,1)                                                                     | 6,6 (43,8)                                                                     | 9,8 (49,7)                                                                     | 13,5 (56,3)                                                                    | 17,4 (63,4)                                                                    | 19,6 (67,2)                                                                    | 23,1 (73,6)                                                                    | 23,6 (74,5)                                                                    | 20,1 (68,1)                                                                    | 13,1 (55,5)                                                                    | 7,6 (45,6)                                                                     | 4,8 (40,7)                                                                     | 13,69 (56,63)                                                                  |
| Prosek, °C (°F)                                                                | 2,8 (37,0)                                                                     | 3,5 (38,3)                                                                     | 5,7 (42,3)                                                                     | 8,4 (47,1)                                                                     | 11,8 (53,3)                                                                    | 14 (57,2)                                                                      | 16,8 (62,2)                                                                    | 17,2 (63,0)                                                                    | 14,5 (58,1)                                                                    | 9,2 (48,5)                                                                     | 4,9 (40,8)                                                                     | 2,6 (36,7)                                                                     | 9,28 (48,71)                                                                   |
| Minimum, °C (°F)                                                               | 0,4 (32,8)                                                                     | 0,4 (32,8)                                                                     | 1,6 (34,9)                                                                     | 3,2 (37,8)                                                                     | 6,2 (43,2)                                                                     | 8,4 (47,2)                                                                     | 10,4 (50,7)                                                                    | 10,9 (51,6)                                                                    | 8,9 (48,0)                                                                     | 5,3 (41,5)                                                                     | 2,3 (36,1)                                                                     | 0,4 (32,7)                                                                     | 4,87 (40,78)                                                                   |
| Srednji minimum, °C (°F)                                                       | −4,3 (24,3)                                                                    | −4,2 (24,5)                                                                    | −1,9 (28,5)                                                                    | −0,4 (31,3)                                                                    | 1,8 (35,3)                                                                     | 4,7 (40,4)                                                                     | 6,8 (44,2)                                                                     | 7,2 (44,9)                                                                     | 4,8 (40,6)                                                                     | 0,3 (32,6)                                                                     | −2,7 (27,1)                                                                    | −4,7 (23,5)                                                                    | −7,3 (18,9)                                                                    |
| Apsolutni minimum, °C (°F)                                                     | −17 (2)                                                                        | −13 (8)                                                                        | −9 (15)                                                                        | −3 (26)                                                                        | −2 (29)                                                                        | 0 (32)                                                                         | −1 (31)                                                                        | 2 (36)                                                                         | 0 (32)                                                                         | −6 (21)                                                                        | −12 (10)                                                                       | −13 (8)                                                                        | −17 (2)                                                                        |
| Količina padavinamm (in)                                                       | 225,3 (8,87)                                                                   | 156 (6,14)                                                                     | 176,3 (6,94)                                                                   | 83,3 (3,28)                                                                    | 48,5 (1,91)                                                                    | 35,3 (1,39)                                                                    | 18,8 (0,74)                                                                    | 29 (1,14)                                                                      | 41,4 (1,63)                                                                    | 148,6 (5,85)                                                                   | 255,5 (10,06)                                                                  | 252 (9,92)                                                                     | 1,470 (57,87)                                                                  |
| Količina snega, cm (in)                                                        | 2,5 (1,0)                                                                      | 1,3 (0,5)                                                                      | 0,5 (0,2)                                                                      | 0 (0,0)                                                                        | 0 (0,0)                                                                        | 0 (0,0)                                                                        | 0 (0,0)                                                                        | 0 (0,0)                                                                        | 0 (0,0)                                                                        | 0 (0,0)                                                                        | 0,5 (0,2)                                                                      | 0,3 (0,1)                                                                      | 5,1 (2,0)                                                                      |
| Dani sa padavinama (≥ 0.01 in)                                                 | 17,8                                                                           | 15,4                                                                           | 18,2                                                                           | 13,8                                                                           | 11,5                                                                           | 9,5                                                                            | 4,9                                                                            | 4,8                                                                            | 8,0                                                                            | 15,0                                                                           | 18,6                                                                           | 18,4                                                                           | 155,9                                                                          |
| Dani sa snegom (≥ 0.1 in)                                                      | 0,4                                                                            | 0,2                                                                            | 0,1                                                                            | 0,0                                                                            | 0,0                                                                            | 0,0                                                                            | 0,0                                                                            | 0,0                                                                            | 0,0                                                                            | 0,0                                                                            | 0,2                                                                            | 0,5                                                                            | 1,4                                                                            |
| Izvor #1: NOAA                                                                 |                                                                                |                                                                                |                                                                                |                                                                                |                                                                                |                                                                                |                                                                                |                                                                                |                                                                                |                                                                                |                                                                                |                                                                                |                                                                                |
| Izvor #2: XMACIS                                                               |                                                                                |                                                                                |                                                                                |                                                                                |                                                                                |                                                                                |                                                                                |                                                                                |                                                                                |                                                                                |                                                                                |                                                                                |                                                                                |

| Klima Centar za posetioce prašume Hoh (visina: 745 ft / 227 m), 1981–2010 | Klima Centar za posetioce prašume Hoh (visina: 745 ft / 227 m), 1981–2010 | Klima Centar za posetioce prašume Hoh (visina: 745 ft / 227 m), 1981–2010 | Klima Centar za posetioce prašume Hoh (visina: 745 ft / 227 m), 1981–2010 | Klima Centar za posetioce prašume Hoh (visina: 745 ft / 227 m), 1981–2010 | Klima Centar za posetioce prašume Hoh (visina: 745 ft / 227 m), 1981–2010 | Klima Centar za posetioce prašume Hoh (visina: 745 ft / 227 m), 1981–2010 | Klima Centar za posetioce prašume Hoh (visina: 745 ft / 227 m), 1981–2010 | Klima Centar za posetioce prašume Hoh (visina: 745 ft / 227 m), 1981–2010 | Klima Centar za posetioce prašume Hoh (visina: 745 ft / 227 m), 1981–2010 | Klima Centar za posetioce prašume Hoh (visina: 745 ft / 227 m), 1981–2010 | Klima Centar za posetioce prašume Hoh (visina: 745 ft / 227 m), 1981–2010 | Klima Centar za posetioce prašume Hoh (visina: 745 ft / 227 m), 1981–2010 | Klima Centar za posetioce prašume Hoh (visina: 745 ft / 227 m), 1981–2010 |
| Pokazatelj \ Mesec                                                        | .Jan.                                                                     | .Feb.                                                                     | .Mar.                                                                     | .Apr.                                                                     | .Maj.                                                                     | .Jun.                                                                     | .Jul.                                                                     | .Avg.                                                                     | .Sep.                                                                     | .Okt.                                                                     | .Nov.                                                                     | .Dec.                                                                     | .God.                                                                     |
| ------------------------------------------------------------------------- | ------------------------------------------------------------------------- | ------------------------------------------------------------------------- | ------------------------------------------------------------------------- | ------------------------------------------------------------------------- | ------------------------------------------------------------------------- | ------------------------------------------------------------------------- | ------------------------------------------------------------------------- | ------------------------------------------------------------------------- | ------------------------------------------------------------------------- | ------------------------------------------------------------------------- | ------------------------------------------------------------------------- | ------------------------------------------------------------------------- | ------------------------------------------------------------------------- |
| Maksimum, °C (°F)                                                         | 7,1 (44,7)                                                                | 8,8 (47,9)                                                                | 10,8 (51,4)                                                               | 13,2 (55,8)                                                               | 16,6 (61,8)                                                               | 18,6 (65,4)                                                               | 21,6 (70,8)                                                               | 22,3 (72,2)                                                               | 19,7 (67,4)                                                               | 14,9 (58,8)                                                               | 9,4 (48,9)                                                                | 6,6 (43,9)                                                                | 14,2 (57,5)                                                               |
| Prosek, °C (°F)                                                           | 4,3 (39,8)                                                                | 5,1 (41,2)                                                                | 6,4 (43,5)                                                                | 8,2 (46,8)                                                                | 11,2 (52,1)                                                               | 13,4 (56,1)                                                               | 15,8 (60,5)                                                               | 16,3 (61,3)                                                               | 14,2 (57,5)                                                               | 10,4 (50,8)                                                               | 6,2 (43,2)                                                                | 3,8 (38,8)                                                                | 9,6 (49,3)                                                                |
| Minimum, °C (°F)                                                          | 1,6 (34,8)                                                                | 1,3 (34,4)                                                                | 2 (35,6)                                                                  | 3,2 (37,8)                                                                | 5,8 (42,4)                                                                | 8,2 (46,8)                                                                | 10,1 (50,1)                                                               | 10,3 (50,5)                                                               | 8,7 (47,6)                                                                | 5,9 (42,7)                                                                | 3,1 (37,6)                                                                | 1 (33,8)                                                                  | 5,1 (41,2)                                                                |
| Količina padavinamm (in)                                                  | 523 (20,59)                                                               | 367 (14,45)                                                               | 375,4 (14,78)                                                             | 269,2 (10,60)                                                             | 162,3 (6,39)                                                              | 118,9 (4,68)                                                              | 54,9 (2,16)                                                               | 70,1 (2,76)                                                               | 105,4 (4,15)                                                              | 333 (13,11)                                                               | 572,8 (22,55)                                                             | 484,4 (19,07)                                                             | 3.436,4 (135,29)                                                          |
| Relativna vlažnost, %                                                     | 85,1                                                                      | 76,0                                                                      | 76,8                                                                      | 74,1                                                                      | 71,9                                                                      | 73,9                                                                      | 68,8                                                                      | 69,9                                                                      | 69,0                                                                      | 74,2                                                                      | 83,0                                                                      | 83,1                                                                      | 75,5                                                                      |
| Izvor: PRISM Climate Group                                                |                                                                           |                                                                           |                                                                           |                                                                           |                                                                           |                                                                           |                                                                           |                                                                           |                                                                           |                                                                           |                                                                           |                                                                           |                                                                           |

## Galerija slika
- Planina Olimp
- Pešačka staza Uraganski greben
- Plaža Rubi
- Trodimenzionalni prikaz NP Oplimpik
- Karta poluostrva i NP Olimpik
- Plaža Rubi

## Spoljašnje veze
- Zvanični veb-sajt  of the National Park Service
- „The Pacific Northwest Olympic Peninsula Community Museum”. University of Washington. Приступљено 8. 07. 2011.
- „The Evergreen Playground Online museum”. University of Washington. Приступљено 8. 07. 2011.
- „Visit Port Angeles - Official Visitor Website for the City of Port Angeles”.
- Kirk, Ruth. „Olympic National Park”. Full Focus. KBTC Public Television. Архивирано из оригинала 2013-07-02. г.
- Kirk, Ruth (2009-11-03). Full Focus: Olympic National Park. PBS.
- „Hurricane Ridge”. National Park Service.